# Jamming
 Der er for få eller ingen kildehenvisninger i denne artikel, hvilket er et problem. Du kan hjælpe ved at angive troværdige kilder til de påstande, som fremføres i artiklen.

Jamming er støjsending. Benyttes militært til at hindre fjendtlig radiokommunikation. Det sker ved at udsende radiobølger med høj sendeeffekt på de frekvenser, man ved at fjenden benytter. Ofte moduleres bærebølgen med toner eller støj.
Man kan også jamme en radar ved enten at udlægge chaff eller at sende et kraftigt signal (mage til dens eget) imod den for at gøre den blind i den ønskede retning.
Både radiosystemer og radarer kan konstrueres, så de i en vis grad undgår jamming, blandt andet ved frekvensspring og APAR.

## Danske forhold
Et 30 gange 50 kilometer stort hav-område af Kattegat mellem Samsø og Vestsjælland mistede modtagelsen af GPS-signaler i 10 minutter om eftermiddagen den 3. oktober 2022, og vurderes at være forårsaget af aktiv jamming.